# 컴벌랜드 (잉글랜드)

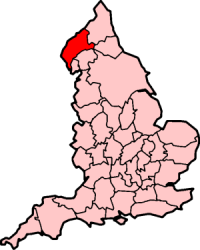
컴벌랜드의 위치

컴벌랜드(Cumberland)는 12세기부터 1974년까지 현재의 잉글랜드 컴브리아주에 있던 주이다.